# Epoca marii unificări
În cosmologia fizică, presupunând că natura este descrisă de o Teorie a marii unificări, epoca marii unificări a fost perioada din evoluția universului timpuriu care a urmat epocii Planck, începând cu aproximativ 10−43 secunde după Big Bang. 

## Descriere
În acest timp, temperatura universului a fost comparabilă cu temperatura caracteristică a Teoriei marii unificări. Dacă se consideră că energia marii unificări a fost de 1015 GeV, aceasta corespunde temperaturilor mai mari de 1027 K. În această perioadă, trei dintre cele patru forțe fundamentale - electromagnetismul, interacțiunea tare și interacțiunea slabă - erau unificate ca o singură forță, forța electronucleară. Gravitația se despărțise de forța electronucleară la sfârșitul epocii Planck. În timpul epocii marii unificări, caracteristicile fizice, cum ar fi masa, sarcina, aroma și sarcină de culoare erau lipsite de sens.
Epoca marii unificări s-a încheiat la aproximativ 10−36 secunde după Big Bang. În acest moment au avut loc mai multe evenimente cheie. Forța tare s-a separat de celelalte forțe fundamentale. Este posibil ca o parte din acest proces de descompunere să încalce conservarea numărului de barioni și să dea naștere unui mic exces de materie peste antimaterie (vezi bariogeneză). Se consideră că această fază de tranziție a declanșat procesul inflației cosmice care a dominat dezvoltarea universului în următoarea epocă inflaționistă.